# Shiroishi, Miyagi
Shiroishi (japanska: 白石市?, Shiroishi-shi) är en stad i Miyagi prefektur i Japan. Staden fick stadsrättigheter 1954.

## Kommunikationer
I staden ligger järnvägsstationen Shiroishi-Zaō på Tohoku Shinkansen-linjen som ger förbindelse med höghastighetståg till bland annat Tokyo.